# Муслім ібн аль-Хаджжадж
Асакир-ад-дін Абу-ль-Хусейн Муслім ібн аль-Хаджжаджа ан-Найсабурі, більш відомий як 'імам Муслім' (араб. إمام مسلم; Хіджра) — ісламський богослов, хадисознавець і правознавець. Автор одного з найавторитетніших збірок хадисів — Сахих Муслім. Займався торгівлею і мав достатньо коштів для того, щоб повністю присвятити себе збору хадисів, подорожам по різних містах. Відвідав Ірак, Сирію, Єгипет, Хиджаз. Навчався у імама аль-Бухарі, Ахмада ібн Ханбаля, Ібн Шихаба аз-Зухрі та інших богословів. Був учителем у імама ат-Тірмізі, Ібн Хузайма, Абу Хатім ар-Рази та інших богословів. Склав близько двох десятків книг, більшість з яких зачіпають науку про хадисів і їх передавачів.